# کسی که دلم براش تنگ شده بود
«کسی که دلم براش تنگ شده بود» (به انگلیسی: One I've Been Missing) ترانه‌ای از گروه موسیقی دخترانه اهل بریتانیا لیتل میکس است. این ترانه در ۲۲ نوامبر ۲۰۱۹ به عنوان یک تک‌آهنگ توسط آرسی‌ای رکوردز منتشر شد.